# 浜ちゃんと!
『浜ちゃんと!』（はまちゃんと）は、日本テレビ系列局ほかで放送された読売テレビ制作の深夜バラエティ番組である。制作局の読売テレビでは、2003年10月4日から2008年9月まで放送された。

## 概要
- ダウンタウンの浜田雅功が毎週さまざまなゲストと色々な企画を繰り広げる。
- 企画以外のコーナーとしては「木村祐一のこれが一番うまいと思うねん」（2007年6月までは「お口に合いますでしょうか」）という木村祐一が作った料理を浜田とコーナーゲストに食べさせるコーナーがある。これらは木村祐一が「僕の料理を食べさせたい」と、ゲストとして出たことがきっかけで始まる。このコーナーがきっかけで、ファミリーマートから依頼があり、タイアップ企画として弁当やおにぎりが販売されたことがある。
- 前番組『HAMASHO』で恒例だったコーナー『風俗刑事』『芸能人生活向上株式会社』の復活版も度々放送されており、その際は笑福亭笑瓶も同行している。
- 企画のゲストは基本的に週替わりだが、複数週に渡って放送されるゲストの回もある（かつて山本圭一がゲスト出演した際は、2週目の放送前に事件が発覚し後半は放送されなかった）。
- ゲストは俳優、バラエティタレント、お笑い芸人、グラビアアイドル、スポーツ選手など『ダウンタウンDX』、『ジャンクSPORTS』、『HEY!HEY!HEY! MUSIC CHAMP』（ゆかりゲストとしての出演）などの他番組で浜田とよく共演するタレントが多いが、頻度は少ないながらもこれらの番組ばかりか、他のバラエティ番組にもほとんど出演しないような若手女優（香里奈、田中麗奈、松下奈緒）が出演することがある。
- 2006年4月から、複数の芸人やゲストを呼んでゲームなどをする企画が度々行われた。
- 2006年10月放送分からは番組開始当初の内容に戻り、浜田はロケ当日までロケ内容どころかゲストまで知らされることなく毎回一人で車に乗りゲストを待ち、ゲストを乗せた車が到着してはじめてゲストがわかる仕組みに変更された。
- 2007年7月からは再度2006年4月からのような内容に戻り、以下のような企画が放送されている。
  - 『西川史子のココロとカラダのお悩み相談クリニック』

10人ほどの女性タレントのゲストと共に、体や精神的なことなどの悩み事を聞くというもの。西川とゲスト1人のみが入れて、カメラは入れず音声だけが流れる“診察室”が別に用意されている。ナース役は大沢あかね→東原亜希→川村ゆきえ。
  - 『NHK（ニューほっしゃん。企画）とくぎ自慢』、『NHK（ニューほっしゃん。企画）すべり芸自慢』

ほっしゃん。が司会役の企画。『とくぎ自慢』は、若手のお笑い芸人やアイドル達が自分の持っている得意な芸を披露するというもので、出場者はまず名前を伏せられ、審査員全員の「○」が出た所で合格となり、そこで初めて自分の名前を言うことが出来る。一人でも「×」が出れば番組中で名前を言うことが出来ない。しかし、その日の優勝者になったにもかかわらず、本選で不合格だったために名前を伏せられたままだった出場者も居た。その後、若手芸人が主な出演となる『すべり芸自慢』に企画変更。審査員を務めたのは浜田と土田晃之、南明奈。
  - 『最高食材』シリーズ

ビビる大木と片瀬那奈による最高の食材で庶民的なメニューを作る企画。浜田と3人で食材を買い出しに出かけ、3人でゲームを行い、負けた者が代金を払っていた。これまでに卵かけご飯、猫まんま（味噌汁かけご飯）、お茶づけ、炊き込みご飯などを作った。なお、これらには最高の米として「雷神光」という品種の米が使われた。
  - 『芸能界強面将棋山崩し選手権』

“強面”と称する芸能人が将棋崩しで1対1の対戦をするという企画。これまでの出場者は浜田、土田と六平直政、小沢和義、村上知子（森三中）、滝沢沙織、鼠先輩。
- 2008年10月よりタイトルを「浜ちゃんが!」に変更する。

## ネット局と放送時間
| 放送対象地域   | 放送局                      | 系列           | 放送日時                | 放送日の遅れ |
| -------------- | --------------------------- | -------------- | ----------------------- | ------------ |
| 近畿広域圏     | 読売テレビ（ytv）【制作局】 | 日本テレビ系列 | 火曜 24時29分～24時59分 | －           |
| 関東広域圏     | 日本テレビ（NTV）           | 日本テレビ系列 | 水曜 24時59分～25時29分 | 1日遅れ      |
| 石川県         | テレビ金沢（KTK）           | 日本テレビ系列 | 月曜 24時29分～24時59分 | 6日遅れ      |
| 長崎県         | 長崎国際テレビ（NIB）       | 日本テレビ系列 | 火曜 24時29分～24時59分 | 7日遅れ      |
| 秋田県         | 秋田放送（ABS）             | 日本テレビ系列 | 火曜 24時34分～25時04分 | 7日遅れ      |
| 鳥取県・島根県 | 日本海テレビ（NKT）         | 日本テレビ系列 | 火曜 24時34分～25時04分 | 7日遅れ      |
| 山形県         | 山形放送（YBC）             | 日本テレビ系列 | 水曜 24時34分～25時04分 | 8日遅れ      |
| 北海道         | 札幌テレビ（STV）           | 日本テレビ系列 | 水曜 24時59分～25時29分 | 8日遅れ      |
| 大分県         | テレビ大分（TOS）           | 日本テレビ系列 | 水曜 25時29分～25時59分 | 8日遅れ      |
| 宮城県         | ミヤギテレビ（MMT）         | 日本テレビ系列 | 木曜 24時29分～24時59分 | 9日遅れ      |
| 長野県         | テレビ信州（TSB）           | 日本テレビ系列 | 木曜 24時29分～24時59分 | 9日遅れ      |
| 中京広域圏     | 中京テレビ（CTV）           | 日本テレビ系列 | 木曜 24時29分～24時59分 | 9日遅れ      |
| 広島県         | 広島テレビ（HTV）           | 日本テレビ系列 | 木曜 24時29分～24時59分 | 9日遅れ      |
| 岡山県・香川県 | 西日本放送（RNC）           | 日本テレビ系列 | 土曜 25時00分～25時30分 | 11日遅れ     |
| 新潟県         | テレビ新潟（TeNY）          | 日本テレビ系列 | 火曜 24時29分～24時59分 | 14日遅れ     |
| 福井県         | 福井放送（FBC）             | 日本テレビ系列 | 火曜 24時29分～24時59分 | 14日遅れ     |
| 愛媛県         | 南海放送（RNB）             | 日本テレビ系列 | 火曜 24時29分～24時59分 | 14日遅れ     |
| 静岡県         | 静岡第一テレビ（SDT）       | 日本テレビ系列 | 火曜 24時59分～25時29分 | 14日遅れ     |
| 福岡県         | 福岡放送（FBS）             | 日本テレビ系列 | 木曜 24時29分～24時59分 | 16日遅れ     |
| 鹿児島県       | 鹿児島読売テレビ（KYT）     | 日本テレビ系列 | 木曜 24時29分～24時59分 | 16日遅れ     |
| 熊本県         | くまもと県民テレビ（KKT）   | 日本テレビ系列 | 木曜 25時09分～25時39分 | 16日遅れ     |
| 青森県         | 青森放送（RAB）             | 日本テレビ系列 | 土曜 24時55分～25時25分 | 18日遅れ     |
| 山口県         | 山口放送（KRY）             | 日本テレビ系列 | 月曜 24時29分～24時59分 | 20日遅れ     |
| 山梨県         | 山梨放送（YBS）             | 日本テレビ系列 | 火曜 24時29分～24時59分 | 21日遅れ     |
| 岩手県         | テレビ岩手（TVI）           | 日本テレビ系列 | 木曜 24時29分～24時59分 | 23日遅れ     |
| 福島県         | 福島中央テレビ（FCT）       | 日本テレビ系列 | 月曜 24時29分～24時59分 | 不明         |
| 富山県         | 北日本放送（KNB）           | 日本テレビ系列 | 金曜 24時25分～24時55分 | 不明         |
| 高知県         | 高知放送（RKC）             | 日本テレビ系列 | 金曜 17時00分～17時30分 | 不明         |
| 沖縄県         | 沖縄テレビ（OTV）           | フジテレビ系列 | 水曜 25時10分～25時40分 | 不明         |

- 福井放送はテレビ朝日系列、テレビ大分はフジテレビ系列をそれぞれ含むクロスネット局。
- 四国放送、テレビ宮崎はローカル枠化以後はネットしていない。
- 読売テレビ（当初は土曜深夜⇒金曜深夜）、日本テレビ（当初は土曜深夜⇒水曜深夜）
- 2006年9月まで次に挙げる局は他曜日で放送時間が同じだった。
  - 札幌テレビ（月曜）、山梨放送（水曜）、北日本放送（水曜）、福井放送（木曜）、中京テレビ（火曜）、日本海テレビ（木曜）
- 2006年10月から番組改編のため、平日にオンエアされる局はそれ以前より6分（金曜は10分）遅れての放送となった。
- 日本テレビは2007年3月まで月曜深夜に放送していた。開始当初は土曜深夜でその後水曜、月曜の移動を繰り返して現在に至る。なお、水曜深夜に放送するのは2006年3月まで放送して以来1年ぶりに戻る。その引き換えに同局制作の『MusiG』が水曜深夜から月曜深夜に移動した。
- テレビ岩手は2007年3月30日の放送をもって一旦打ち切られたが、同年12月3日より放送再開。
- 北日本放送は2007年10月8日の放送をもって一旦打ち切られたが、2008年4月4日より放送再開。
- 2007年10月からは、『NEWS ZERO』の月曜～木曜の放送時間が3分拡大したために、月曜～木曜にオンエアされる局はそれ以前より3分遅れての放送となった。
- 沖縄テレビでは2008年4月21日よりネット開始（『おネエ★MANS』の後番組として）。しかし、9月24日の放送をもって打ち切り。
- 長崎国際テレビでは2006年7月18日の放送のゲストが山本 圭一だった。その日に吉本興業は山本との専属契約解除を発表したがそのまま放送をした。

## スタッフ
- ナレーター：杉本るみ
- 構成：遠藤みちスケ、山名宏和、鮫肌文殊、前田政二
- ブレーン：大塚博信、藤谷弥生
- スタイリスト：北田あつ子
- メイク：興山洋子
- CG&ビジュアルアート：DEVILROBOTS inc.
- 制作デスク：中野英美
- ディレクター：広瀬陽一、近藤祐治郎、小澤博之
- 演出：岡田秀行
- プロデューサー：勝田恒次（読売テレビ）、稲冨聡（よしもとクリエイティブ・エージェンシー）、林敏博（ビーダッシュ）
- チーフプロデューサー：武野一起（読売テレビ）
- スタッフ協力：ビーダッシュ　／　スウィッシュ・ジャパン、プログレッソ、フジアール、glow（旧:umpd）、読売映像、サウンドエフェクト
- 制作協力：吉本興業
- 制作著作：読売テレビ

### 過去のスタッフ
- チーフプロデューサー：西田二郎（読売テレビ）
- プロデューサー：竹本夏絵（吉本興業）
- ディレクター：本多晋、堀家寛之、陣崎行夫
- 制作進行：井藤大輔
- メイク：牧瀬典子
- MA：柳智隆（パッチワーク）、安藤隆司